# Alfred Ewing
James Alfred Ewing (27 de marzo de 1855 − 7 de enero de 1935) fue un físico e ingeniero escocés conocido por su trabajo en las propiedades magnéticas de los metales y, en particular, por su descubrimiento del fenómeno que denominó histéresis, así como por diversas contribuciones a la sismología, la ciencia de materiales, las máquinas térmicas, la criptografía y la educación técnica.

## Vida

### Formación
Nacido en Dundee, Escocia, Ewing fue el tercer hijo del reverendo James Ewing, un ministro de la Iglesia Libre de Escocia. Fue educado en la Academia de West End y en el Instituto de Dundee, mostrado un temprano interés por la ciencia y tecnología.

En una familia cuyos principales intereses eran clericales y literarios, obtenía placen en máquinas y experimentos. Mis escasos bolsillos se vaciaban en herramientas y productos químicos. El ático doméstico estaba a mi disposición. Se convirtió en escena de explosiones que ponían los pelos de punta. Ahí también se vio el gato de la casa como instrumento de electrificación y sujeto involuntario de varias experiencias chocantes.

Ewing obtuvo una beca para la Universidad de Edimburgo, donde estudió física con Peter Guthrie Tait antes de graduarse en ingeniería. Durante sus vacaciones de verano, trabajó en el tendido de cable de telégrafo, incluyendo expediciones a Brasil bajo las órdenes de William Thomson, barón Kelvin y Fleeming Jenkin.

### Japón
En 1878, siguiendo recomendaciones de Fleeming Jenkin, Ewing fue enviado para apoyar la modernización Meiji de Japón como parte de los o-yatoi gaikokujin (extranjeros contratados). Trabajó como profesor de ingeniería mecánica en la Universidad Imperial de Tokio, siendo instrumental en la fundación de la sismología japonesa.
Ewing hizo dos grandes amigos en la Universidad de Tokio al poco de llegar: Basil Hall Chamberlain y el teniente Thomas Henry James, que enseñaban navegación. También estuvo en estrecho contacto con Henry Dyer y William Edward Ayrton de la Facultad Imperial de Ingeniería (Kobu Dai Gakkō).
Se casó con Anne Maria Thomasina Blackburn Washington el 14 de mayo de 1879 en Tokio, Japón. Anne era descendiente del hermano de George Washington, John Augustine Washington. Tuvo dos niños con ella: Maud Janet Wills, (20 de mayo de 1880 – 27 de abril de 1952) y Alfred Washington Ewing (1 de noviembre de 1881 – 5 de diciembre de 1962).
En Tokio, Ewing enseñó cursos de mecánica y motores térmicos en ingeniería, y electricidad y magnetismo en ciencias físicas. Llevó a cabo muchos proyectos de investigación sobre el magnetismo y acuñó la palabra 'histéresis'. Sus investigaciones sobre terremotos le llevaron a colaborar con T. Lomar Gray y John Milne de la Universidad Imperial de Ingeniería para desarrollar el primer sismógrafo moderno en 1880–1895. Los tres hombres trabajaron como un equipo en la invención y uso de sismógrafos, aunque se suele acreditar a Milne en solitario la invención del primer sismógrafo de péndulo horizontal moderno.
Ewing, Gray y Milne fundaron juntos la Sociedad Sismológica de Japón (SSJ) en 1880.

### Regreso a Dundee
En 1883, Ewing regresó a su Dundee natal para trabajar en la recientemente establecida Universidad de Dundee como su primer profesor de ingeniería. Horrorizado por las condiciones de vida que encontró en muchas de las zonas más pobres de la ciudad y que comparaba desfavorablemente con las de Japón, trabajó fervientemente con el gobierno local y la industria para mejorar los servicios públicos, en particular los sistemas de alcantarillado, y para reducir la tasa de mortalidad infantil . Algunas de las cartas que Ewing escribió en esta época se conservan en los archivos de la Universidad de Dundee junto con algunos de sus otros documentos.

### Universidad de Cambridge
En 1890, Ewing asumió el cargo de Profesor de Mecanismos y Mecánica Aplicada en la Universidad de Cambridge, inicialmente en el Trinity College y luego en el King's College. En Cambridge, la investigación de Ewing sobre la magnetización de metales lo llevó a criticar la versión convencional de Wilhelm Weber . En 1890, observó que la magnetización iba con retraso con respecto a la corriente alterna aplicada. Describió la curva de histéresis característica y especuló que las moléculas individuales actuaban como imanes, resistiendo los cambios en el potencial de magnetización. Recibió la medalla real de 1895 en reconocimiento a dichos trabajos.
Ewing también investigó sobra la estructura cristalina de los metales, sobre la que presentó la lectura Bakeriana de 1899 y, en 1903, fue el primero para proponer que el fallo por fatiga se debía a defectos microscópicos. En 1895 recibió la Medalla de Oro de la Sociedad Real por su trabajo sobre Inducción Magnética en Hierro y otros Metales.
Ewing fue un amigo íntimo de Charles Algernon Parsons y colaboró con él en el desarrollo de la turbina de vapor. Durante este tiempo, Ewing publicó El Motor de Vapor y otros Motores Térmicos. En 1897 participó en las pruebas del barco experimental Turbinia, que obtuvo un récord de velocidad con 35 nudos. 
En 1898, Ewing se llevó a su mujer y niños a Suiza para unas vacaciones de montañismo con la familia del profesor de ingeniería eléctrica del King's College, John Hopkinson. Los cinco hermanos Hopkinson eran miembros del Club Alpino e iniciaron a Ewing en el deporte. El 27 de agosto, John Hopkinson partió con su hijo Jack y dos de sus tres hijas para una expedición a la que Ewing decidió no sumarse por encontrarse en malas condiciones tras la del día anterior. Los Hopkinson nunca regresaron. Sus cuerpos fueron encontrados juntos al día siguiente, quinientos pies bajo cumbre. 
En 1898 Ewing fue elegido catedrático en el King's College.

### Almirantazgo
El 8 de abril de 1903, The Times anunció que la Junta del Almirantazgo había elegido a Ewing para el puesto recientemente creado de Director de Educación Naval (DNE) en Greenwich. Fue descrito por el director de Inteligencia Naval, Henry Oliver al ser nombrado como "'un hombre demasiado distinguido para ser puesto oficialmente bajo las órdenes del Director de Inteligencia o del Jefe de Personal'". 
Tras fallecer su primera mujer en 1909, en 1912 se desposó con Ellen, la hija superviviente de su viejo amigo, John Hopkinson. 
Como recompensa por sus servicios, Ewing fue creado Compañero de la Orden del Baño en 1906 y Comandante de la misma en 1911.
Durante Primera Guerra Mundial, de 1914 a mayo de 1917, Ewing dirigió la Habitación 40, el departamento de criptoanálisis del Almirantazgo, responsable predominantemente del descifrado de mensajes navales alemanes interceptados. Como tal ganó gran fama en la prensa popular cuándo la Habitación 40 descifró el telegrama Zimmermann en 1917 (que sugería una conspiración alemana para asistir México en la recuperación del sudoeste de Estados Unidos). La publicación del telegrama Zimmermann es generalmente considerado crítica para la intervención estadounidense en la Gran Guerra.

### Universidad de Edimburgo
En mayo de 1916 Ewing aceptó una invitación para ser el rector de la Universidad de Edimburgo. Bajo su gobierno se instituyeron una serie extensa de reformas eficaces hasta su jubilación en 1929. En 1927 impartió una conferencia en la Institución Filosófica de Edimburgo que contenía la primera revelación semioficial del trabajo hecho por la Habitación 40.
Alfred Ewing murió en 1935 y fue enterrado en el cementerio de la parroquia de la Ascensión en Cambridge junto a su segunda mujer Ellen Ewing.

## Honores
- Socio de la Sociedad Real de Edimburgo (1878);
- Socio de la Sociedad Real (1887);[11]
- Medalla Real (1895)
- Lectura Bakeriana, junto a Walter Rosenhain sobre La estructura cristalina de los metales. (1899)
- LL.D. (honoris causa), Universidad de Edimburgo (1902)
- Medalla John Scott  (1907);
- CB (1907);
- KCB (1911);
- Presidente de la Sociedad Real de Edimburgo (1924–1929);
- Medalla Albert de la Sociedad Real de Artes (1929);
- Presidente de la Asociación Británica para el Avance de la Ciencia (1932);
- La medalla James Alfred Ewing de la Institución de Ingenieros Civiles ha sido otorgada por contribuciones especialmente meritorias en investigaciones sobre la ciencia de la ingeniería desde 1938.

La vinculación de Ewing con la ciudad y la universidad de Dundee se recuerda en el edificio Ewing de la Universidad de Dundee, construido en 1954. El edificio Ewing es actualmente utilizado por la Escuela Universitaria de Ingeniería, Física y Matemática.
Una casa de la residencia universitaria Pollock de Edimburgo lleva su nombre en su honor.

## Obras
- 1877: (junto a Fleeming Jenkin) On Friction between Surfaces moving at Low Speeds, Philosophical Magazine Series 5, volumen 4, pp 308–10, enlace de Biodiversity Heritage Library.
- 1883: A Treatise on Earthquake Measurement.
- 1899: Strength of Materials, enlace de Internet Archive.
- 1900: Magnetic Induction in Iron and Other Metals, 3rd edition, enlace de Internet Archive.
- 1910: The Steam Engine and Other Engines, 3rd edition, from Internet Archive.
- 1911: Examples in Mathematics, Mechanics, Navigation and Nautical Astronomy, Heat and Steam, Electricity, for the use of Junior Officers Afloat.
- 1920: Thermodynamics for Engineers, enlace de Internet Archive.
- 1921: The Mechanical Production of Cold, second edition, Cambridge University Press, enlace de Internet Archive.
- 1933: An Engineer's Outlook, Londres: Methuen Publishing[13]